# Ампир (яйцо Фаберже)
«Ампир» (альтернативное наименование — «Нефритовое») — ювелирное яйцо, одно из императорских пасхальных яиц, изготовленных фирмой Карла Фаберже для русской императорской семьи. Создано в 1902 году по заказу императора Николая II в качестве подарка вдовствующей императрице Марии Фёдоровне. До недавнего времени считалось утраченным, но в 2015 году, в процессе исследовательской работы, было успешно аутентифицировано.

## Общие сведения
Информация о данном изделии до начала 2000-х гг. была крайне скудна и ограничивалась преимущественно предположениями и догадками. Фактически были известны лишь год создания предмета, его первый владелец и счет на покупку. Данное яйцо предстало перед исследователями уже без миниатюры внутри, и им предстояло выяснить, чей портрет мог быть изображен на миниатюре. Так, в одной из описей разбора ценностей в Оружейной палате в 1922 году была обнаружена следующая запись: «Яйцо из нефрита на золотой подставке и с портретом императора Александра III в медальоне», что сподвигло одного из владельцев предмета в конце 1990-х гг. вставить в рамку портрет Александра III. Параллельно отдельные специалисты упоминали, что в 1935 году в Лондоне экспонировалось некоторое количество изделий Фаберже, в числе которых был «миниатюрный портрет Александра III в нефритовой рамке. Мастер — Зенграф». Тем не менее, указанные выше предметы не являлись яйцом "Ампир".

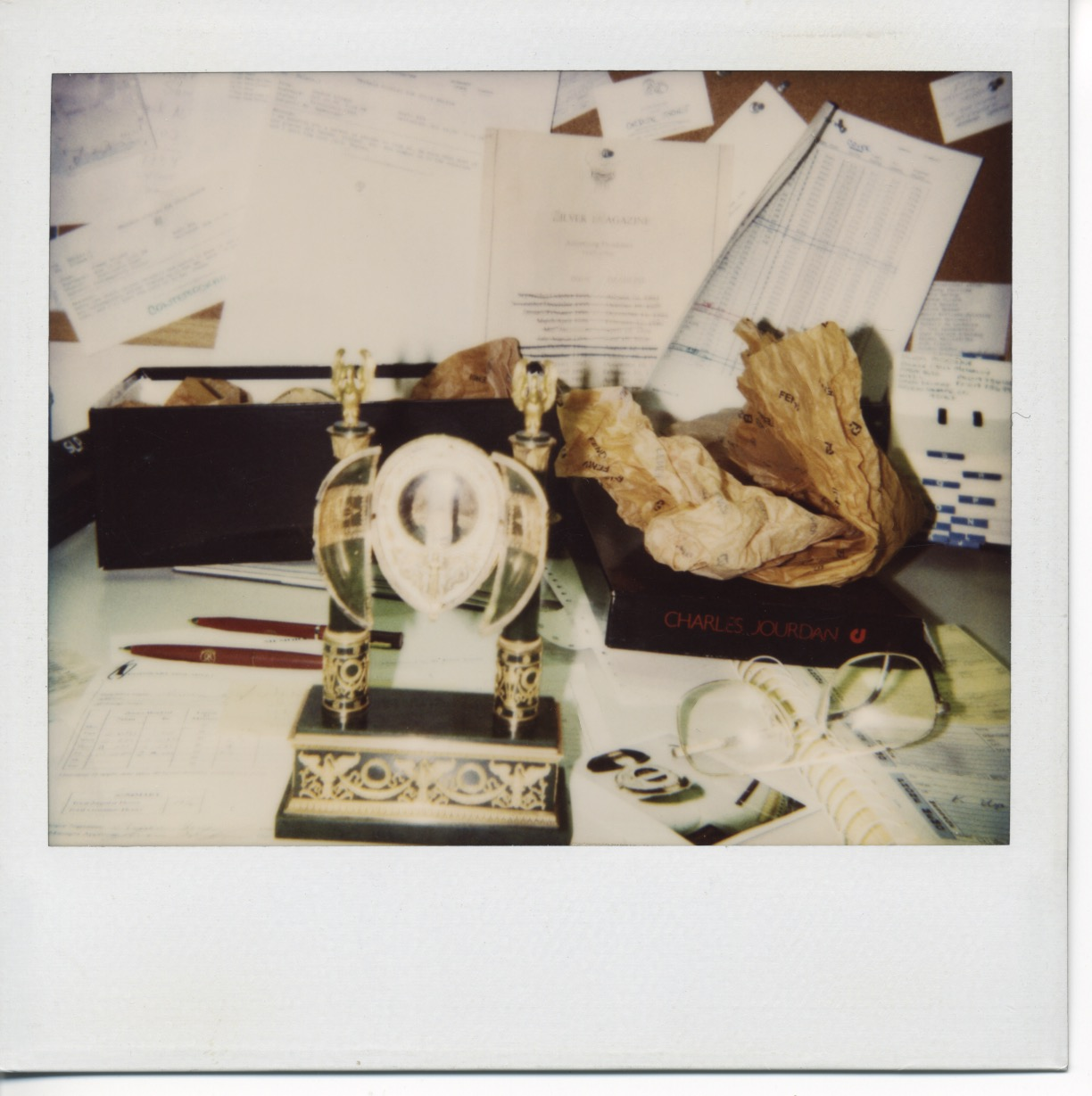
Одна из первых фотографий императорского пасхального яйца "Ампир" в середине 1990-х гг. Видны утраченные корона и миниатюра.

Долгие годы специалисты не могли сформировать однозначного мнения относительно данного пасхального яйца, пока в 2015 году в исследовании предмета не произошел настоящий прорыв. Это произошло благодаря обнаружению и изучению уникального источника — «Списка собственным вещам вдовствующей Императрицы Марии Федоровны, находившимся на хранении в Гатчинском Дворце» от 28 июля 1917 года. Этот документ, впервые опубликованный еще в 2013 году, на 12 страницах описывает 150 различных предметов, принадлежавших вдовствующей императрице Марии Федоровне, в том числе и императорское пасхальное яйцо "Ампир" 1902 года (за номером 10, на второй странице документа). Запись о предмете следующая: «Яйцо в золотой оправе на двух колоннах из нефрита, внутри портреты Вел. Кн. Ольги Александровны и Принца П. А. Ольденбургского». Это описание является самым точным из имеющихся на настоящий момент. Таким образом, миниатюрный портрет Александра III рассматривался как сюрприз яйца ошибочно.
Версия именно этого подарка вдовствующей императрице Марии Федоровне подтверждается тем фактом, что в 1901 году состоялась свадьба Ольги Александровны и Петра Ольденбургского. Это событие было особенно важным для Марии Федоровны, так как она не хотела, чтобы ее младшая дочь покидала Россию (в случае ее брака с одним из членов европейских династий). Пасхальные яйца Фаберже обычно носили под собой некий смысл, коммеморативный (к годовщине какого-либо события) или события прошлого года. В настоящее время яйцо находится в частной коллекции в Нью-Йорке, США.

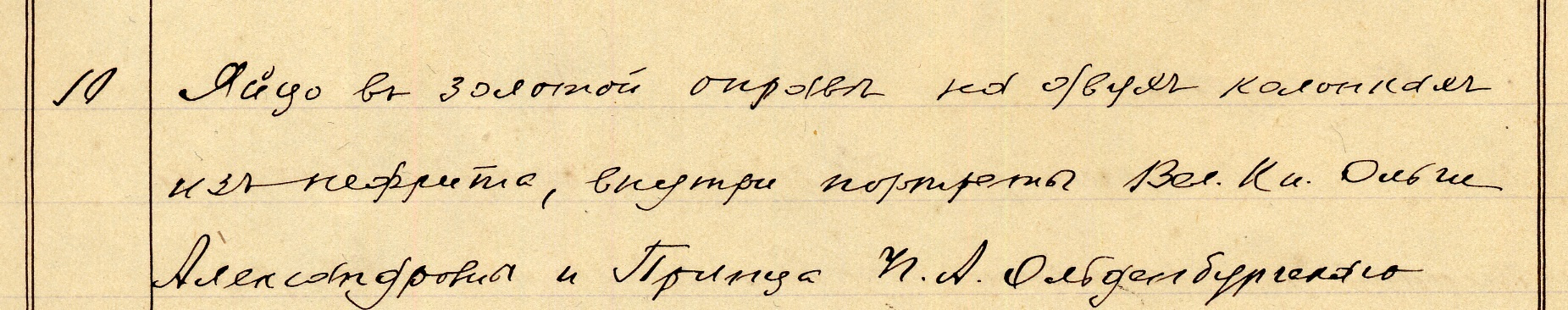
Описание императорского пасхального яйца «Ампир» в списке предметов Гатчинского дворца от 28 июля 1917 г.